# Gommalacca
La gommalacca è una resina naturale di origine animale, ottenuta dalla secrezione dell'insetto dell'ordine degli emitteri Kerria lacca, presente nelle foreste di Assam e Thailandia; è ottenuta dalle secrezioni dell'emittero femmina, raccolte dalla corteccia degli alberi su cui lo deposita per ottenere una salda presa sull'albero. Una volta purificata, la sostanza prende la forma di pallottoline o scaglie di colore giallo/bruno. Un tempo si riteneva comunemente che fosse ottenuta dalle ali di insetti indiani.
Ha una composizione chimica a base di sostanze idrocarburiche dette terpeni; è stata da molti considerata una plastica naturale. Può essere modellata a caldo, per cui è classificata come termoplastica.

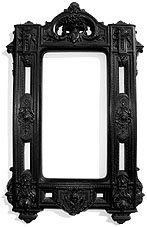
Una cornice di gommalacca del 1800.

È stata usata dalla metà del XIX secolo per produrre piccoli oggetti come cornici, scatole, articoli da toeletta, gioielleria, calamai e anche protesi dentarie.
È solubile in una soluzione alcalina con ammoniaca, borace, carbonato di sodio, e idrossido di sodio e in solventi organici.
Una volta dissolta in acetone o alcool, la gommalacca dà un rivestimento di durevolezza e durezza superiori. È usata con il metodo tradizionale per rifinire mobilia, violini e chitarre. La gommalacca arancione viene candeggiata con ipoclorito di sodio per formare la gommalacca bianca. Poiché è compatibile con la maggior parte degli altri rivestimenti, la gommalacca viene inoltre utilizzata su legno per impedire spurgo di resina o pigmenti nel rivestimento finale.
Essendo commestibile, la gommalacca è stata usata come agente lucidante per pillole e caramelle. A questo fine, è classificata come additivo alimentare con il numero E904 e viene ancora usata come rivestimento della frutta per impedirne il deperimento dopo la raccolta.
La gommalacca inoltre è stata usata nella produzione dei dischi grammofonici fino al 1950 circa.
Come materiale per stampaggio ad iniezione è ormai obsoleto e ha quindi poche applicazioni.
Ancora oggi trova impiego nella lucidatura dei mobili ed il loro mantenimento, siano essi d'epoca pre-aniline oppure in stile, per conservare la tecnica di produzione dell'originale e preservarne il vissuto o "pàtina".